# 少女编织爱的画布
《少女编织爱的画布》是由ensemble公司在2012年3月30日发行的十八禁恋爱冒险游戏。同年11月22日，续篇《少女编织爱的画布 ～两个人的画廊～》发行。
注意标题中是英文Canvas而不是Campus（「キャンパス」），所以标题并没有“某某学园”的含义。

## 故事简介
“并没有开玩笑啊！”
信扔下这句话，从作为世界著名现代艺术家的姐姐瑞木杷虎的家中逃了出去。
其实已经有了逃跑的打算了。在这之前，电视中播放的拍卖会就给予了他深重的打击。一想到杷虎把展出的雕像――身着女装的自己的雕像――给卖掉了就会浑身颤栗。何况杷虎一旦想要创作，就会要求自己脱掉衣服。
逃出来时身上没带钱，还穿着女装在街上乱逛，结果被卷入麻烦的事件之中。被鳳怜奈的质疑时，凭借以前从杷虎那里学来的知识，给自己起了个叫做深山瑞希的名字。
解除误会后成为了艺术学校的奖学生和学生公寓的女仆，故事就这样开始了。

## 登场人物
瑞木信／深山瑞希（声优：桐谷華）
如果穿上女装会比许多女孩子都要可爱的主人公。（穿上女装会变得很像女孩子，而且不会招来怀疑。穿上女仆服没有一丝违和感，用昭江的话说就是养眼）
有个身为现代艺术家的姐姐。被姐姐拿来做各种各样的事情，结果家务水平相当高。绒毛玩具、书籍等的修缮更是手到擒来。从杷虎那里专门学习了艺术品、高级品等的特殊清扫方法，水平如同专业人士。有很深的现代艺术造诣，有很强的艺术鉴别眼光，还有着极强的意境掌握能力。成绩优秀、眉清目秀、身为杷虎的模特，在学校里十分引人注目。
是杷虎初期画作的真正作者。因为害怕暴露，便从世间消失了10多年，期间作为姐姐的模特、从未执笔作画。但是，他却是即使10多年不执笔，水平也没有丝毫下降的真正的天才。用紫月的话说就是百年难得一遇。是令姐姐杷虎也感到恐怖的能力。
姐姐把以自己为模特时制作的雕像卖了出去，又制作了自己做模特时的裸体相册，进而被逼无奈，从家里逃了出去。
紫月線提到真正停止作畫的主要的一個原因是為了鼓勵剛失去父親的紫月打起精神，潛入鳳后在牆上畫下了最後的畫作後就再也沒有想畫的東西了，其作畫的身影也被當時正逢失去母親失魂落魄的怜奈所看見並被其畫作所打動恢復生氣。
凤怜奈（声优：サトウユキ）
瑞希的主人。是拥有鳳后藝術学園的代理校长，凤市长、凤画廊的女儿等多种头衔的大小姐。
与紫月似有不共戴天之仇，什么事都能起冲突。艺术观念、外貌。性格等等相互之间分歧十分之多，二人相互之间非常难以包容。对西洋画方面有着丰富知识，却对现代艺术不甚了解。还非常在意与同龄人之间的体形差异，对自己的贫乳很是苦恼。
是“杷虎”（实际上是瑞木信）的狂热粉丝，尤其沉迷于其初期画作（皆为瑞木信所作）。在自己的房间还有食堂中都贴有画的复制品。不过却并不对杷虎近来的新作持有兴趣，最大的願望是希望在畫廊中擺上杷虎(信)的新畫。
虽然是掌上明珠的大小姐，却不会使用科技产品。虽然能记住所有的电话号码，不过拨号时却是每5秒一个按键，以至于在急切的时候需要他人帮忙拨号。因为不会使用计算器，所以屋子里面常备算盘。
雖然身為鳳家領袖，但辦事時總是親力親為，不過很多時候卻是在幫倒忙
狮子堂千晴（声优：有栖川みや美）
怜奈的保镖和青梅竹马，在自己的房间以外时会穿白色的军装。
混血儿，母亲是英国人。在意自己的异色瞳。总是在怜奈的身边守卫，受到危险时会使用随身携带的日本刀。家族即以做保镖为生计。
痴迷与可爱的事物。在自己的房间里装饰有玩具熊。屋子里还有五月人形玩具（铠甲是真品）、蒙古弓、和弓等物品。
是幸的狂热粉丝，虽然想接近她却经常被她逃掉，这令自己颇感困扰。
安娜斯塔西娅（声优：風華）
是来自俄国的留学生，怜奈与千晴的学姐。是有名的艺术馆馆长，其本身能力也有世界级的认证。
在学妹当中非常有人气，甚至有她的同好会。体貌出众，成绩优秀，可是在公寓里却令人意外地随意放置脱下来的内衣。从年轻时起就单人雕刻美术馆馆长。平时显得很随意，却能在必要的时候以适当的方式体现出自己优秀的一面。总是面含笑容，让人无法猜测她到底在想什么事情。
被弟弟约翰等家庭成员称作“娜塔莎”。在自己的房间里装饰有约翰的画作，还有许多介绍日本建筑的专业书籍以及大量的外语书籍。
知道她身世的人很少，而且她对自己的家业心中怀有一丝不满。
在兩人的畫廊中是唯一本篇可攻略腳色中沒有其劇情的腳色。
乌丸紫月（声优：夏野こおり）
信的为数不多的青梅竹马之一。第二大现代艺术经销商。如日中天的乌丸集团董事长的独生女。主持拍卖会。
在校内有不好的传言，因经常对其采取冷漠态度而导致事情更加恶化，但本人却并不介意。但无论如何，对幸很温柔却是事实。与怜奈似不共戴天，不论什么程度的冲突都要吵上一架。经常把怜奈称作猫，把千晴称为狗，与“杷虎”的粉丝怜奈一样喜欢其初期作品，这次用41亿日圓拍下杷虎制作的瑞希的雕像。
夜晚主持拍卖会，每次都能卖出多种多样的作品。因此稍许存有个人财产，拥有自己的店铺。
少數在故事前期就知道信真實性別和過去的人，也察覺了杷虎作品的前期作者為信，並對不知道信才能而雇用他的怜奈感到更加不悅，根據路線不同有不同理由想將信帶離怜奈的身邊(怜奈線是不希望信的才能在怜奈的無知下被埋沒，紫月線則是在明白信不願作畫的情況下不希望讓他繼續待在繪畫的環境甚至為此拒絕接受母親與怜奈的父親再婚一事)。
過去曾受杷虎的請求當足不出戶的信的朋友，並擔任其家庭教師教導未受義務教育的信許多事情。非常重視信，信失蹤的十幾年都在尋找他（關鍵的杷虎本人卻隻字不提），在信面前才會出現像女孩子一樣的反應，對其他人幾乎都很冷淡，可以稱得上是朋友的僅有幸和信。
与信初次见面时，使用的是这个姓氏。对信身后的“秘密”把握得很准确，还实现了在学校再会的愿望。
（声优：雪都さお梨）
信在从家中逃出来的那一晚上遇到的女孩子，是怜奈她们的学妹。
现代艺术作家。紫月是她的经纪人。性格害羞，急切时会尖叫一声后逃脱。以前曾从事作画，现在主要是废物再利用制作现代艺术品。但因为成本较高，所以越来越依赖他人。在业界中与杷虎齐名，被称作十年难遇的天才。观察能力很强，在任何一条线路中都能很快发现信的真正性别。
工作时会穿着一件被她叫做的睡衣，为了能在口袋里随身携带工具而申请特别证明。
孤儿院出身，却并不在意这种身份。

### 其他角色
猫西昭江（声优：遠野そよぎ）
凤后公寓的女仆长。
是少数知道信的性别的人物。信到来之前，公寓内的一切家务事只凭一个人就做得很好，而信来了以后，自己对烹饪方面的信心大受打击，燃起了对抗心。因为怜奈喜欢辣味食物，所以对中国菜很拿手。被信的清扫技能震撼。有些腹黑，而且为达目的不择手段。
照顾单亲家庭长大的怜奈，同时与千晴也有很深的交情。还可以说，现在的凤全仰仗着她和千晴了。平时看起来很温柔一旦生气却非常恐怖，笑里藏刀的技能更可自成一家。对特别厌恶的人，一天内最多会说出5遍那人的名字。
本篇是不可攻略腳色但在兩人畫廊中有個人的路線。
约翰（声优：櫻川未央）
娜塔莎的弟弟。
在学校担任教师，是怜奈她们的班主任。专业是鉴定，尤其对西洋刀和枪的方面拿手。出版有鉴定学的书籍。还有绘画等艺术才能。临摹、仿作的水平很高，其真假莫辨让他的父亲都不得不认输，许多作品就在姐姐娜塔莎的房间里挂着。
身高如图小学低年级的孩子，对“小”、“孩子”等词汇异常敏感，甚至会朝向发言者射出飛刀。不过准确度比马戏团的专业人士还要高，以至于并没有学生受伤，而且这种事情只针对怜奈的班级，在其他班级并没有出现过相同的事情。
竞拍瑞希的雕像时被紫月击败，结果对转学而来的瑞希本人一见钟情。
瑞木杷虎（声优：川島梨乃）
被称作“世界的杷虎”，是著名现代艺术家。信的姐姐。
喜欢命令信穿女装来取乐，还制作了身穿女装的信的等身雕像。在细致研究的基础上进行创作，却并非为了制作一件商品。虽然每幅画作能卖至少50亿日元，但在初期的4幅作品以后便辍笔不耕，转而从事现代艺术的创作，信认为姐姐只爱钱，对艺术作品没有感情。
为人如同狂暴的守财奴，对弟弟的事情是十分（？）关心的。
是知道信身上秘密的少数人之一，本身也有秘密。
心裡其實有一點畏懼信，他是真正的天才，其畫工即使10年內不作畫也絲毫沒有退步，直到現在杷虎仍然無法超越信，因次在信不再作畫的那段期間，覺得自己養著怪物一樣。
凤一朗（声优：来宮とおる）
怜奈的父亲、校长、市长、敏锐的画商。
为人飘然胸无城府，却身为帝国美术俱乐部的成员，被作为神童看待。
像小孩子一样轻松地对待工作，喜欢到世界各地去旅行，并把所见到的美好东西买下来，但每次都会超出预算。这令怜奈很恼火。不过让信惊讶的是，他的眼光很好，带回来的绘画等物都是价值千万日元以上的。能精确地根据房间的颜色搭配装饰的画作，还能一眼看出绘画与装饰环境的不和谐处。
有着一天内卖出200幅画的强悍能力。
乌丸铁子（声优：このかなみ）
如日中天、被称作现代艺术第二大代理的乌丸集团的董事长，是紫月的母亲。
集团涉足了许多领域，但大部分收益依然来自紫月所主持的夜间拍卖会。
在外有着不好听的传言。
沃尔夫冈
为了获取美丽的东西会利用一切手段的收藏家――却把艺术品当作玩具来看待。不过的确有艺术眼光。最近他感兴趣的是怜奈。与其说是一见钟情，倒不如说是觊觎她的身体。多次掩饰自己接近怜奈的行径。能敏锐地对怜奈电话号码和地址的改变作出反应。
在全世界都开有分店，与许多暴发户做交易。暗中耍手段，但本人十分警惕，从未露出狐狸尾巴。是喜欢打法律擦边球的危险对手。
被许许多多的人所厌恶。是阿纳斯塔西娅她们家族的眼中钉。

## 制作人员
- 原画・角色设计：きみしま青（日语：きみしま青）
- 辅助原画：了藤誠仁（日语：了藤誠仁）
- 剧本：一鷹（日语：一鷹）
- 音乐：ミリオンバンブー（日语：ミリオンバンブー）
- 片头曲：『Color World』

歌：片霧烈火　作词：Kimotto　作曲／编曲：浅草徹
- 片尾曲：『ふたつでひとつ』

歌：結月そら　作词：秋元凛　作曲／编曲：ロドリゲスのぷ